# ТСЦ Арена
ТСЦ Арена — футбольний стадіон у місті Бачка-Топола, Воєводина, Сербія. Власником і користувачем стадіону є футбольний клуб ТСЦ. Стадіон складається з чотирьох трибун загальною місткістю 4500 місць. За стандартами УЄФА стадіон належить до 3-ї категорії.

## Історія
Будівництво ТСЦ Арени розпочато у вересні 2018 року. Будівництво коштувало 15 000 000 євро. Офіційне відкриття стадіону відбулося 3 вересня 2021 року. Тоді зіграно матч ліги проти «Войводини» з рахунком, який завершився з рахунком 1:0 на користь ТСЦ.

## Відкриття
На урочистому відкритті ТСЦ Арени відбувся товариський матч між господарем ТСЦ та угорською командою Ференцварош.
ТСЦ зіграв свій перший офіційний матч у Суперлізі Сербії на новому стадіоні проти «Войводини» з Нового Саду 25 вересня 2021 року.